# 国府宮はだか祭
国府宮はだか祭（こうのみやはだかまつり）は愛知県稲沢市に鎮座する尾張大国霊神社（国府宮）に伝わる儺追神事（）の通称。神男（）と呼ばれる一人の儺負人（）に厄災や穢れを負わせ、それらを土餅（）と呼ばれる餅に移して土に埋めることで厄落としをする神事。毎年旧暦の正月13日から翌朝にかけて斎行される県指定の無形民俗文化財。

## 概要

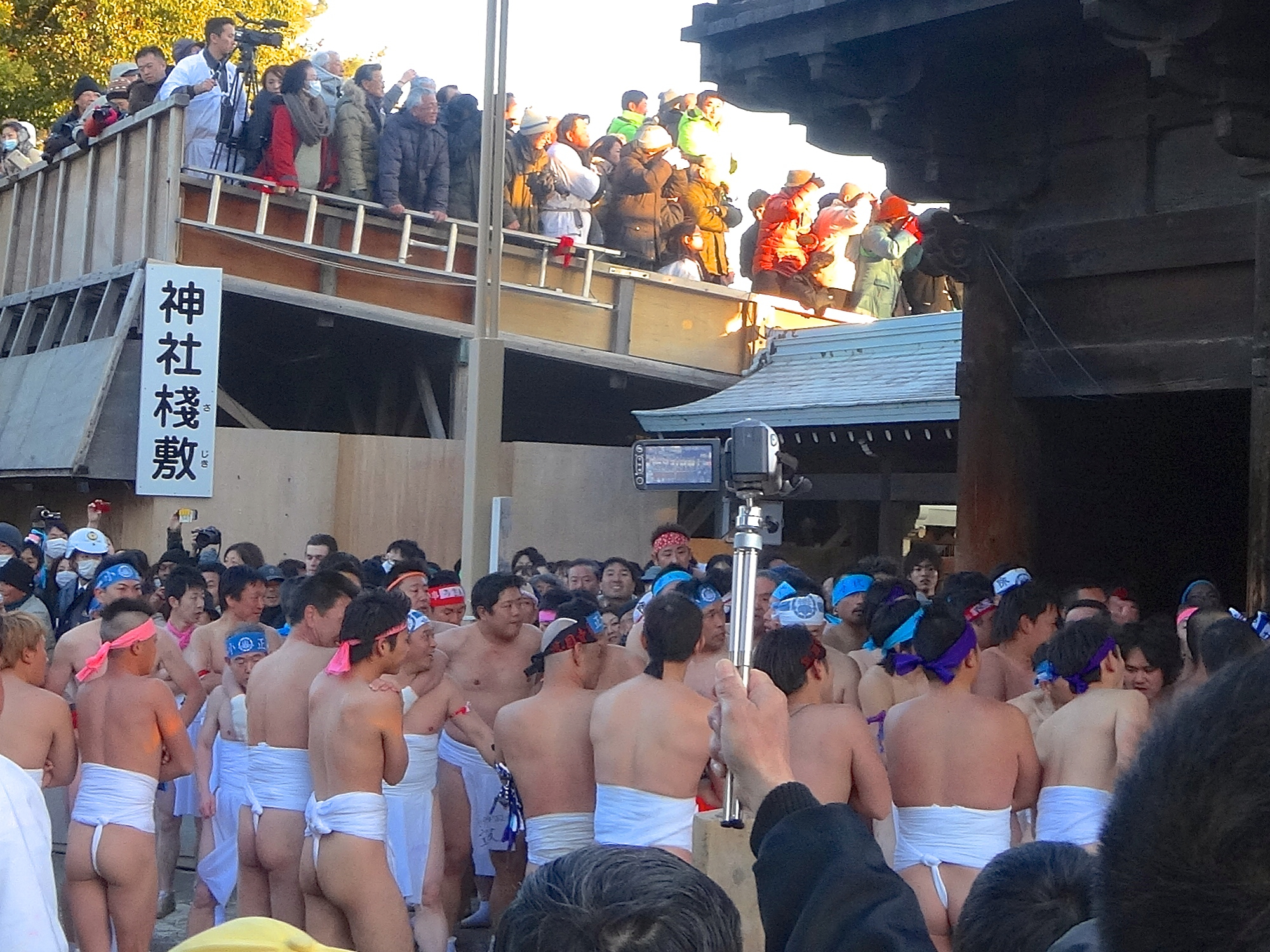
「国府宮はだか祭」で山門に迫ってきた神男に触ろうと集まっている男たち。

儺負人は志願者の中からくじ引きで選ばれ、儺追神事の3日前から儺追殿（）に籠って精進潔斎につとめる。
旧暦正月13日の午後、主に厄男らで構成された下帯姿の男たちが地区毎に集まり、儺追布（）が結び付けられた儺追笹（）を国府宮拝殿に担ぎ込んで続々とこれを奉納、やがて境内は儺負人の登場を待つ数千人の男たちで埋め尽くされる。午後3時より斎行される儺追神事の祭典が終わった夕刻、儺負人が大挙した男の群の中に飛び込むと、儺負人に触れることで厄から逃れようとする男たちによって凄まじい押し合い、へし合い、揉み合いが繰り広げられる。一切の厄難を一身に受けて揉みくちゃにされた儺負人が儺追殿へ引きずり込まれるまでが、この祭りのクライマックスとなる。
前日の興奮も静まった翌朝午前3時、神職によってあらゆる罪穢を封じ込められた土餅を背負わされ、桃と柳の小枝で作った礫を投げつけられて境内から追放された儺負人は、暗がりに土餅を捨ててそのまま後ろを振り返らずに帰宅、神職は捨てられた土餅を土に埋めることで厄払いを終える。これを夜儺追神事（）と呼び、この祭りで最も重要な神事とされている。なお、儺負人を追い払う際に投げつけられた礫は灰にされ、翌年の土餅に搗き込まれる。
祭りの関連行事は旧暦の正月2日から同14日まで、約半月をかけて執り行われる。